# Мухін-Колода Микола Іванович
Микола Іванович Мухін-Колода (* 24 травня 1916 Зайцеве, Україна ; † 8 травня 1962 року Філадельфія, США) був українським скульптором і професором.

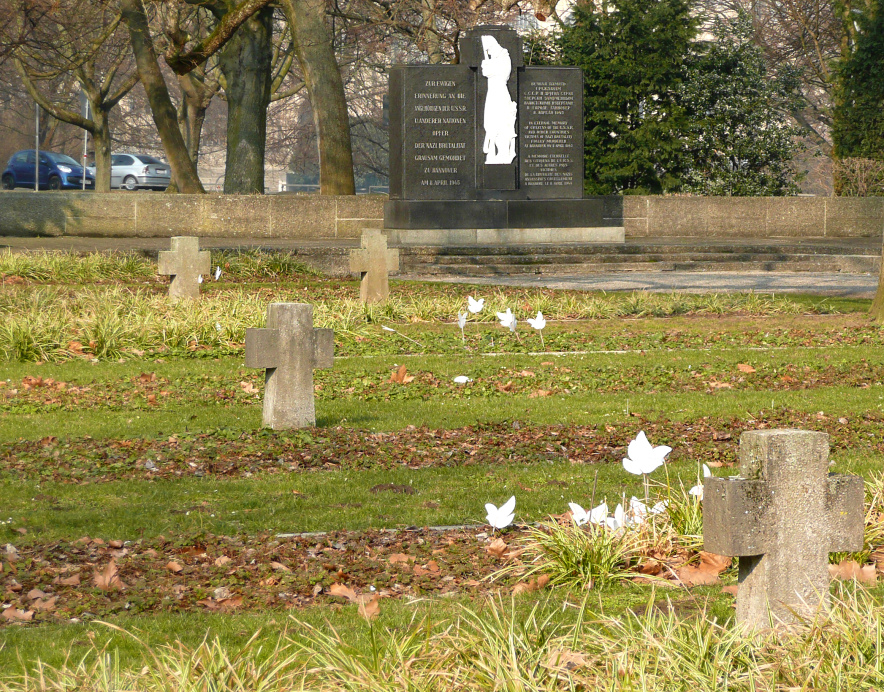
Меморіал в Ганновері

## Життя
Микола Мухін-Колода навчався в художніх інститутах в Харкові, Одесі та Києві. Пізніше він викладав скульптуру в художній школі в м Львів.
Після Другої світової війни Мухін створив під патронатом Радянського Союзу меморіали до трьох військових поховань. 1949 року емігрував з табору для переміщених осіб в Мюнхені в Сполучені Штати. Помер в 1962 році у Філадельфії.

## Відомі твори
В 1945 Мухін-Колода створив три скорботні меморіали на кладовищах, без звичних для радянських меморіалів героїчних форм.

Донька Мухіна-Колоди Марія Арчер пояснює роботи батька наступним чином: 
|  | Солдат нахиляє голову в лиху годину, але він прокидається з силою і спокійною енергії. Дівчина є символом будинку, Голодуючий […] втілює страждання і лиха війни, її справжні масштаби |

## Документальні фільми
- Nach Hannover in den Tod, Das Denkmal am Maschsee, Північнонімецьке телебачення